# Річард Гокінс
Сер Річард Гокінс (англ. Sir Richard Hawkins; бл. 1562 — 17 квітня 1622) — англійський мореплавець, адмірал, дослідник і капер XVII століття. Син англійського адмірала сера Джона Гокінса.

## Біографія
З ранніх днів він був знайомий з кораблями та морем, і в 1582 році він супроводжував свого дядька, Вільяма Гокінса, до Вест-Індії. У 1585 році він був капітаном галіота, що брав участь в нападі Френсіса Дрейка на Іспанський Мейн, у 1588 році він командував королівським кораблем в битві з іспанською Непереможною армадою, а в 1590 році під началом свого батька брав участь у нападі Англійської армади на узбережжя Іберійського півострова.
У 1593 році він придбав галеон «Dainty» (побудований для далеких дослідницьких подорожей), судно, яке спочатку було побудоване для його батька і використовувалося ним у його експедиціях, і відплив до Вест-Індії, Іспанського Мейна та Південних морів. Здається очевидним, що мета подорожі полягала у нападі на заморські володіння іспанської корони. Однак сам Гокінс у описі своєї подорожі, написаному тридцятьма роками пізніше, стверджував і на той час, можливо, справді переконав себе, що його експедиція була здійснена виключно з метою географічних відкриттів.
Після відвідин узбережжя Бразилії, біля входу до Магелланової протоки «Dainty» потрапив у шторм і його віднесло на схід. 2 лютого 1594 року Гокінс побачив землю «… близько дев'ятої години ранку, ми описали землю, яка лежала на південний захід від нас, яку ми не очікували так своєчасно і наближалася до неї все ближче й ближче, проте ми не могли здогадатися, що це за земля… На цій землі є великі ріки з прісною водою, бо їх потоки при впадінні в море змінюють його колір… Цю землю, через те, що вона була відкрита за часів правління королеви Єлизавети, та королеви-діви та моєї суверенної повелительки... на вічну пам'ять про її цнотливість і пам'ять про мої зусилля, які я здійснив за свої кошти і на свій ризик, я назвав Дівочою Землею Гокінса (англ. Hawkins Maiden land). Найзахідніша її частина лежить на відстані шістдесяти ліг від найближчої Землі Америки». Зараз ця земля відома як Фолклендські острови.
Відтак Гокінс повернувся до південноамериканського материка, пройшов через Магелланову протоку і згодом досяг Вальпараїсо.
Розграбувавши місто, Гокінс пішов далі на північ і в червні 1594 року, через рік після виходу з Плімута, прибув до затоки Сан-Матео в гирлі річки Есмеральдас (георгафічні координати 1°1′2.6″ пн. ш. 79°36′30.5″ зх. д. / 1.017389° пн. ш. 79.608472° зх. д. в сучасному Еквадорі). Тут 1 липня 1594 року «Dainty» було атаковано двома іспанськими кораблями. Сили іспанців значно перевищували сили корабля Гокінса, але тим не менше команда Dainty відчайдушно захищалась. Нарешті, коли сам Гокінс був тяжко поранений, 27 його людей вбито, а «Dainty» майже затонув, він здався взамін на обіцянку безпечного повернення для себе та своєї команди.
Не з вини іспанського полководця ця обіцянка не була дотримана. У 1597 році Гокінса було відправлено до Іспанії та ув'язнено спочатку в Севільї, а потім у Мадриді. Він був звільнений у 1602 році, і, повернувшись до Англії, був посвячений у лицарі в 1603 році і обраний мером Плімута того ж року.
Під час подорожі Гокінс зробив серію спостережень про ефективність цитрусових, зокрема апельсинів і лимонів, для успішного лікування цинги, смертельного ворога перших дослідників і мореплавців. Хоча доказ користі цитрусових для лікування цинги часто приписують Джеймсу Лінду, Гокінс за біільш ніж століття до нього також був переконаний у їх користі для запобігання цієї хвороби і зазначав: «Це дивовижний секрет сили та мудрос ті Бога, що сховав у цьому плоді таку велику й невідому чесноту, щоб бути певним ліком від цієї недуги».
У 1604 році він став членом парламенту від Плімута та віце-адміралом Девону, і оскільки узбережжя після заборони англійського каперства в 1603 році в результаті підписання Лондонського миру з іспанцями було перепловнене безробітними піратами, ця посада не була синекурою. У цій ролі Гокінс більше симпатизував англійським піратам, ніж їхнім жертвам, які часто були іспанцями і рідко віддавав піратів під суд, натомість або забирав у піратів награбоване, або продавав їм «звільнення» перед тим, як звільнити їх. Крім короткої перерви між серпнем 1606 і квітнем 1607, він посідав цю посаду до 1610 року.
У 1605 році Гокінс був вказаний в уставі Іспанської компанії одним із 557 членів-засновників. У 1620—1621 роках він був віцеадміралом флоту, відправленого під керівництвом сера Роберта Менселла в Середземне море для боротьби з алжирськими корсарами.
Він помер у Лондоні 17 квітня 1622 року.

## Праці
Гокінс написав спогади про свою подорож під назвою «Подорож у Південне море» (Voiage into the South Sea, 1622), яка стала найвідомішою пригодою Єлизаветинської епохи. Оповідь була повторно опублікована у 1847 році та перероблена в «Westward Ho!» Чарльза Кінгслі (1855). Він зображує іспанців в Америці в позитивному ключі, оцінюючи їх як «поміркованих» і «лагідних».